# Philodendron pastazanum
Philodendron pastazanum är en kallaväxtart som beskrevs av Kurt Krause. Philodendron pastazanum ingår i släktet Philodendron och familjen kallaväxter. Inga underarter finns listade.